# Kreuzkirche (Schleusingen)

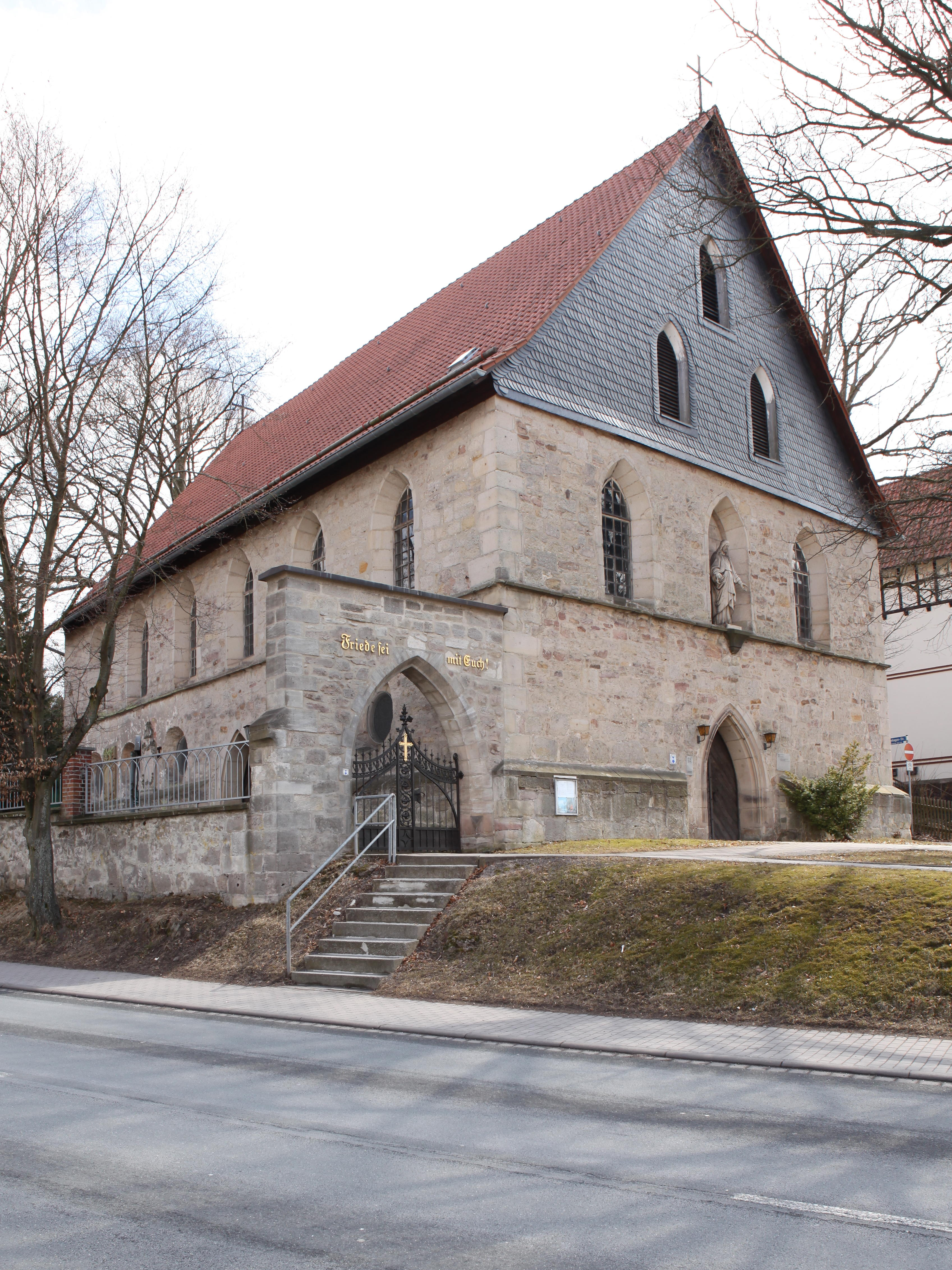
Kreuzkirche

Die evangelisch-lutherische denkmalgeschützte Kreuzkirche steht neben dem Kirchfriedhof von Schleusingen, einer Kleinstadt im Landkreis Hildburghausen von Thüringen. Die Kreuzkirche gehört zur Kirchengemeinde Schleusingen im Pfarrbereich Schleusingen im Kirchenkreis Henneberger Land der Evangelischen Kirche in Mitteldeutschland.

## Geschichte
An der Stelle des heutigen Gotteshauses, damals noch vor der Stadtmauer, wurde 1454 eine Kapelle mit dem Namen Heiligenkreuz errichtet und ab 1530 auch der Kirchfriedhof an diese Stelle verlegt. Die Kapelle verfiel nach der Reformation.
Mit dem Bau der neuen Gottesackerkirche wurde am 10. Dezember 1600 begonnen. Am 10. November 1602 wurde sie vorläufig eingeweiht. Der Innenausbau zog sich bis 1604 hin.
Die Kirche hat jetzt keinen Glockenturm mehr. Früher war auf der Mitte des Daches ein kleiner sechseckiger Dachreiter für die Totenglocke mit einem schwebende Engel mit einer Posaune als Wetterfahne. Der Dachreiter musste wegen Baufälligkeit abgetragen werden. Die kleine Totenglocke trägt die Jahreszahl 1401 und soll erst 1546 nach Schleusingen gekommen sein. Sie befindet sich jetzt im Bereich des Dachstuhls der Kreuzkirche und wird zu den evangelischen Trauerfeiern angeschlagen.

## Beschreibung
An die massive, werksteinsichtige Saalkirche wurde in der 2. Hälfte des 19. Jahrhunderts ein eingezogener, rechteckiger Chor im Osten angebaut und 1894 bei einer Renovierung farbig verglast. Das rechteckige, mit einem Satteldach bedeckte Kirchenschiff über sechs Fensterachsen hat an den Längsseiten im Erdgeschoss kreisrunde Fenster und im oberen Geschoss spitzbogige Fenster, getrennt durch ein Gesims. Auf der Westseite befindet sich das spitzbogige Portal, über einem Gesims in einer spitzbogigen Wandnische steht eine Christusfigur von 1894 zwischen zwei spitzbogigen Fenstern.
Der mit einer flachen, auf raumhohen, hölzernen Pfeilern aufliegenden Kassettendecke überspannte Innenraum wurde in der zweiten Hälfte des im 19. Jahrhundert umgestaltet und mit einer eingeschossigen Empore versehen, deren Brüstung aus Balustern bestehen. Im Triumphbogen hängt ein großes Kruzifix vom Anfang des 16. Jahrhunderts. Rechts am Übergang zum Altarraum steht seit 1963 eine lebensgroße Plastik aus Zypressenholz. Diese wurde von Elly-Viola Nahmmacher gestaltet und steht als Mahnung und zum Gedenken an die Opfer der beiden Weltkriege. An der Ostwand und im Chor befinden sich zwölf Grabsteine des ausgehenden 17. Jahrhunderts und der 1. Hälfte des 18. Jahrhunderts.
Die Orgel mit 11 Registern, verteilt auf zwei Manuale und Pedal, wurde 1896 von dem Orgelbauer Alfred Kühn aus Schmiedefeld gebaut und 1949 durch den Orgelbauer Rudolf Kühn aus Merseburg auf zwölf Register erweitert. 1960 erfolgte ein Umbau durch Lothar Heinze. Sie besitzt eine mechanische Traktur.